# Izsnyéte
Izsnyéte (ukránul: Жнятино [Zsnyatino]) falu Ukrajnában, Kárpátalján, a Munkácsi járásban.

## Fekvése
Izsnyéte magyar, ukrán, ruszin falu Munkácstól 13 km-nyi távolságra, délnyugati irányban fekszik. Beregszász 18 km-re délre található. Szomszédos falvak: Gorond Gát, közeli falvak: Dercen, Gut.
Izsnyéte a következőképpen közelíthető meg: délkelet felől a Beregszászról Munkácsra vivő országútról, Gátnál balra térünk, és végighaladunk a három kilométeres bekötőúton. Munkácsról a Nagylucska-Sztrabicsó-Gorond útvonalon jutunk el ide. Ha Csap felől indulunk, akkor a Csap-Nagydobrony-Csongor-Sztrabicsó-Gorond útvonalon érkezünk meg. A legközelebbi vasútállomás az öt kilométerre fekvő Sztrabicsón található.

## Nevének eredete
Neve a Zneta szláv személynévből ered.

## Története
1248-ban Snethe néven említik először. A hagyomány szerint a római korban Iscenum nevű helység állt itt, határában Traianus-érmeket is találtak. A falu 1795-ben épült fatemploma 1900-ban leégett, helyette 1905-ben építettek templomot eklektikus stílusban. 1910-ben demográfiai értelemben a színmagyar települések közé tartozott, 1478 lakosából 1470 volt magyar - 99,5%, 8 pedig rutén - 0,5%. A trianoni békeszerződésig Bereg vármegye Munkácsi járásához tartozott.
Izsnyéte lakóinak száma a 2001-es népszámlálási adatok szerint 2243 fő, ebből 1435 fő magyar (70%). A magyarok túlnyomó része református. Jehova tanúi is jelentős számban élnek itt. Az ukránok túlnyomó része görögkatolikus, kisebb részük ortodox vallású.
Hajdan a települést minden oldalról mocsarak vették körül. Erre utalnak a következő földrajzi nevek: Sesztó, Máriástó, Tövismocsár, Beregtó, Kigató. Izsnyéte évszázadokon át a munkácsi uradalomhoz tartozott, így fordul elő a különböző adománylevelekben. 1566-ban tatárok ezt a községet is elpusztították. A legenda úgy tartja, hogy 1703-ban a munkácsi várban őrmesterként szolgáló Bahus Márton, a település szülötte - a legényeket egy vasárnap zeneszó mellett borral megvendégelte, és II. Rákóczi Ferenc zászlaja alá hívta. A kérésnek a többség eleget is tett, s a helybéliek mindvégig hűségesen szolgálták urukat. A település lakói korán elfogadták a kálvini tanokat, 1595-ben már anyaegyházat létesítettek. Ennek a fiókja 1645-ig Nagy- és Kisgut.
Izsnyétéről a sztálinisták 1944 őszén 100 férfit hurcoltak el, negyvenen közülük sohasem tértek vissza. A második világháborúban a községből tizenegyen veszítették életüket.

## Gazdaság
A helybéli földművesek a szovjet éra évtizedeiben a Barátság Kolhozban dolgoztak. A gazdaság jelentős számú tehénállománnyal rendelkezett, és igen népes volt a dohánytermesztő brigád is. Emellett a munkaképes korú férfiak jelentős része naponta ingázott szülőfaluja és a Munkácson levő munkahelye között. A Szovjetunió felbomlásával együtt jelentkező gazdasági válság miatt sok helybéli maradt állás nélkül. A kolhoz felbomlása (2000 tavasza) után a tagok és a kolhoznyugdíjasok 1,5 hektár földet kaptak, ez képezte a megalakuló családi gazdaságok alapját. A rendszer- és tulajdonváltás után egy mezőgazdasági vállalat (Reménység Kft.) és fél tucat farmergazdaság kezdte meg működését. Az itteni gazdálkodók főként szemes terménnyel foglalkoznak, jószágot tartanak. A konszolidáló gazdasági helyzetnek köszönhetően igen sok izsnyétei nyerte vissza a járási központban található munkahelyét. Ám még ma is jelentős azoknak a helybéli férfiaknak a száma, akik Magyarország, Oroszország, belső Ukrajna, Szlovákia nagyvárosaiban folyó építkezéseken, a családjuktól távol kénytelenek megkeresni a mindennapi betevőt.

## Kultúra
A községnek két iskolája van. A magyar tannyelvűbe 120 gyerek jár, az ukránnak mintegy 140 tanulója van. Óvodája ötven férőhelyes. Három ABC, két kávézó áll az itteniek és a faluba érkező vendégek rendelkezésére. Könyvtára, orvosi rendelője helyben, klubja 150 férőhelyes. Izsnyétén mostanáig három alkalommal rendeztek falunapot. Testvértelepülési kapcsolatuk kialakulóban.

## Látnivalók
Régi, 1792-ben épült református fatemploma 1905-ben leégett, mai kőtemplomát nem sokkal az után építették. A település lakói 1991 novemberében a templomkertben emlékművet állítottak azoknak a falubelijeiknek, akik a sztálini lágerekben pusztultak el. 1989-ben újjászerveződött a szovjet időkben betiltott görögkatolikus egyházközség, amely templomát is visszakapta. Néhány évvel ezelőtt szentelték fel a helyi ortodox közösség új templomát.
A helyi legenda szerint a községet egykor körbevevő rengetegben rejtőzködtek sokáig Székely Antal jobbágyai, a bujdosó kurucok. A 20. század harmincas éveiben a Sarló-mozgalom ifjú tagjai szociográfiai felmérést végeztek a településen. Tanulmányuk és az izsnyétei falusi krónika igen sok érdekes helytörténeti adatot tartalmaz.
Szerencsére a községet évszázadokkal ezelőtt körbevevő hatalmas erdőségekből a 21. század elejére is maradt jócskán. Ezekben gazdag gombalelőhelyek találhatók. A község határában folyó Szernye kanális a helybeliek kedvelt horgászhelye. Izsnyétén a földgázvezeték lefektetése 2003-ban fejeződött be. Azóta a faluban számos lakóházat újítottak fel, és tették komfortosabbá, falusi vendéglátásra alkalmassá.